# Othmar Danesch
Othmar Danesch (1919 - 2014 ) fue un arquitecto, y botánico austriaco, destacado orquideólogo.
Danesch fue originalmente un arquitecto, se dedicó como fotógrafo en investigaciones botánicas en el campo de evolución. Pasó con su esposa Edeltraud muchos años en América del Sur. En sus viajes, reunió impresiones y fotografías de la flora y la fauna locales. Se interesó por orquídeas y mariposas.
La pareja publicó literatura científica a finales de los cincuenta como orquideólogos; Edeltraud Danesch escribió la letra y Othmar Danesch creó las fotografías.

## Algunas publicaciones

### Libros
- edeltraud Danesch, othmar Danesch. 1995. Blumen und Berge. Die wunderbare Welt der Alpenflora. Silva, Zürich 1995.

- ------------------------, -------------------. 1994. Le monde fascinant de la flore alpine. Ed. Didier Richard. 317 p. ISBN 2703801467

- ------------------------, -------------------. 1994. Hoffnung ist keine Illusion. Oesch, Zúrich.

- ------------------------, -------------------. 1991. Österreich, ein Land der Seen. Ed. K. Müller. 239 p.

- ------------------------, -------------------. 1985. Naturwunder Österreich. Ed. Pawlak. 240 p. ISBN 3881992251

- ------------------------, -------------------. 1984. Die Orchideen der Schweiz (Las orquídeas de Suiza). Ed. Silva-Verlag. 174 p.

- ------------------------, -------------------. 1981. Faszinierende Welt der Alpenblumen. Ed. Ringier. 319 p. ISBN 3858591270

- ------------------------, -------------------. 1977. Tiroler Orchideen. Ed. Verlagsanstalt Athesia. 149 p.

- ------------------------, -------------------. 1972. Mitteleuropa. V. 1 de Orchideen Europas. Ed. Hallwag. 263 p. ISBN 3444100043

- ------------------------, -------------------. 1969. Alpenblumen. Ed. Rheingauer. 140 p. ISBN 3858591564

- othmar Danesch, edeltraud Danesch. 1962. Orchideen Europas: Mitteleuropa. Ed. Hallwag. 264 p.

- edeltraud Danesch, othmar Danesch. 1960. Tiere unter der Tropensonne: Tierleben in Brasilien. Ed. Büchergilde Gutenberg. 157 p.
- La abreviatura «O.Danesch» se emplea para indicar a Othmar Danesch como autoridad en la descripción y clasificación científica de los vegetales.[4]